# الفجرة (بعدان)

تعديل مصدري - تعديل

الفجرة هي إحدى قرى عزلة المنار بمديرية بعدان التابعة لمحافظة إب، بلغ تعداد سكانها 255 نسمة حسب تعداد اليمن لعام 2004.